# Doomsday (film)
Doomsday – film fabularny powstały w koprodukcji brytyjsko-amerykańsko-niemiecko-południowoafrykańskiej
łączący w sobie różne gatunki filmowe takie jak: thriller, fantastykę naukową i film akcji z 2008 roku w reżyserii Neila Marshalla.

## Fabuła
Śmiertelny wirus nazywany „Żniwiarzem” atakuje miasto. Władze postanawiają przemieścić niezarażone osoby i budują mur oddzielający dwie strefy. Po 30 latach o wirusie nikt już nie pamięta, jednak mur pozostał. Wkrótce okazuje się, że infekcja wróciła, a władze postanawiają wysłać major Eden Sinclair wraz z żołnierzami za mur, by znaleźli lekarstwo.

## Obsada
- Rhona Mitra jako Eden Sinclair
- Malcolm McDowell jako Kane
- Bob Hoskins jako Bill Nelson
- Alexander Siddig jako John Hatcher
- David O’Hara jako Michael Canaris
- Sean Pertwee jako Dr Talbot
- Nora-Jane Noone jako Read
- Rick Warden jako Chandler
- Adrian Lester jako Norton
- Martin Compston jako Joshua
- Craig Conway jako Sol
- MyAnna Buring jako Cally
- Emma Cleasby jako Katherine Sinclair
- Langley Kirkwood jako porucznik Bryant
- Chris Robson jako Stevie Miller
- Darren Morfitt jako dr Ben Stirling
- Leslie Simpson jako Carpenter
- Jeremy Crutchley jako Richter
- Vernon Willemse jako David/Gimp
- Christine Tomlinson jako Eden Sinclair w młodości
- Tom Fairfoot jako John Michaelson
- Lily Anderson jako Bathtub Blonde
- Jon Falkow jako Kapitan Hendrix
- John Carson jako George Dutton
- Nathalie Boltt jako Jane Harris
- Lee-Anne Liebenberg jako Viper
- Cal Macaninch jako Falco

i inni.